# Abeti Soprani - Monte Campo - Monte Castelbarone - Sorgenti del Verde
Abeti Soprani - Monte Campo - Monte Castelbarone - Sorgenti del Verde este o arie protejată (arie specială de conservare — SAC, sit de importanță comunitară — SCI) din Italia întinsă pe o suprafață de 3.033 ha, integral pe uscat.

## Localizare
Centrul sitului Abeti Soprani - Monte Campo - Monte Castelbarone - Sorgenti del Verde este situat la coordonatele 41°51′17″N 14°19′34″E / 41.854722°N 14.326111°E.

## Înființare
Situl Abeti Soprani - Monte Campo - Monte Castelbarone - Sorgenti del Verde a fost declarat sit de importanță comunitară în septembrie 1995 pentru a proteja 1 specie de plante și 22 de specii de animale. Situl a fost protejat și ca arie specială de conservare în martie 2017.

## Biodiversitate
Situată în ecoregiunea mediteraneană, aria protejată conține 4 habitate naturale: Pajiști uscate seminaturale și facies de acoperire cu tufișuri pe substraturi calcaroase (Festuco-Brometalia) (* situri importante pentru orhidee), Păduri de fag din Apenini cu Abies alba și păduri de fag cu Abies nebrodensis, Păduri de fag din Apenini cu Taxus și Ilex, Păduri de Abies alba din Apeninii sudici.
La baza desemnării sitului se află mai multe specii protejate:
- plante (1): Himantoglossum adriaticum
- păsări (17): uliu porumbar (Accipiter gentilis), uliu păsărar (Accipiter nisus), buha (Bubo bubo), Certhia brachydactyla, cojoaica de pădure (Certhia familiaris), șerpar (Circaetus gallicus), ciocănitoare pestriță mare (Dendrocopos major), Dryobates minor, șoim călător (Falco peregrinus), muscar-gulerat (Ficedula albicollis), sfrâncioc roșiatic (Lanius collurio), Leiopicus medius, gaia roșie (Milvus milvus), viespar (Pernis apivorus), Pyrrhocorax pyrrhocorax, huhurez mic (Strix aluco), fluturașul de stâncă (Tichodroma muraria)
- amfibieni (1): Salamandrina terdigitata
- mamifere (2): lupul (Canis lupus), liliacul mare cu potcoavă (Rhinolophus ferrumequinum)
- nevertebrate (2): croitorul mare al stejarului (Cerambyx cerdo), Rosalia alpina

Pe lângă speciile protejate, pe teritoriul sitului au mai fost identificate 12 specii de plante, 9 specii de mamifere, 1 specie de nevertebrate.